# Abraham Jacob van der Aa
Abraham Jacob van der Aa (* Amsterdam, 7 de Dezembro de 1792 - Gorinchem, 21 de Março de 1857), foi geógrafo, literato e lexicógrafo holandês.
Era filho de um advogado holandês chamado Pierre Jean Baptiste Charles van der Aa e de sua esposa  Francina Adriana Bartha van Peene.  Desde os 6 anos idade até a idade de12 anos, ele frequentou a escola em Amstelveen.  Depois disso ele foi enviado para o internato de J. E. van Iterson em Aarlanderveen mas ficou lá somente um ano.  
Depois de uma curta permanência na Escola de Latim em Leiden, onde seus pais viviam naquela época, foi enviado para o Seminarium em Lingen, Alemanha, para estudar línguas mortas.  Depois de seu retorno em 1810, foi para a escola médica de Leiden, porém teve de deixar a escola depois da morte dos seus pais.  
Cumpriu então o seu serviço militar obrigatório até 1817.  Nessa etapa de sua vida ele tentou abrir uma livraria em Lovaina porém não foi bem sucedido, então ele decidiu dar aulas de língua neerlandesa.  Depois de 1839 ele trabalhou somente como literato e se mudou para Gorinchem.  Foi autor de diversas obras de referência: as mais famosas foram um dicionário geográfico e um dicionário biográfico, Biographisch woordenboek der Nederlanden, em 13 volumes.  Jacobus Noorduyn, de Gorinchem, foi editor e publicador as obras de Abraham.
O Aardrijkskundig Woordenboek der Nederlanden ("Dicionário Geográfico dos Países Baixos") era uma enciclopédia com 14 volumes, publicada entre 1839 e 1851.  Foi publicada com a ajuda de um grande número de historiadores regionais e de outros geógrafos.  Dentre esses historiadores podemos citar Adriaan Brock (1775-1834), que forneceu material que tratava da parte sudeste de Brabante.  Essa obra incorpora a Holanda, Luxemburgo e as antigas colônias holandesas.  Ela é ainda usada como obra de referência, por causa da grande quantidade de informações históricas, ainda que ela tenha se mostrado pouco confiável em alguns casos.
Até o fim de seus dias em 1857 trabalhou continuamente em seu dicionário biográfico.

## Obras
- Abraham Jacob van der Aa ist Verfasser und Herausgeber mehrerer Nachschlagewerke.
- Nieuw biographisch, anthologisch en critisch woordenboek van Nederlandsche dichters/ Novas biografias, uma antologia e um Dicionário Crítico dos Poetas Holandeses. A obra foi ampliada por Pieter Gerardus Witsen Geysbeek de 1844 até 1846.
- Biographisch Woordenboek der Nederlanden Google Books - Dicionário Biográfico da Holanda); essa obra foi compilada até a sua morte, porém só foi concluída em 1878.
- Aardrijkskundig Woordenboek der Nederlanden/ Dicionário Geográfico da Holanda, publicado entre 1839 e 1851. A obra abrange 14 volumes sendo às vezes pouco confiável como fonte. Nos países que compõem o Benelux e nas colônias holandesas ela é usada até os dias de hoje.
- Aardrijkskundig Woordenboek van Noord-Brabant. Breda, 1832
- Herinneringen uit het gebied der geschiedenis. Amsterdam 1835
- Nieuwe herinneringen. Amsterdam 1837
- Geschied- en aardrijkskundige beschrijving van het koningrijk der Nederlanden. Gorinchem 1841
- Nieuw biographisch, anthologisch en critisch woordenboek van Nederlandsche dichters. Amsterdam 1844-1846 3. Teile
- Geschiedkundig beschrijving van Breda. Gorinchem 1845
- Nederlandsch Oost-Indië. Amsterdam und Breda, 1846-57, 4 Teile;
- Beschrijving van den Krimpener en den Loopikerwaard., Schoonh. 1847
- Nederland, handboekje voor reizigers. Amsterdam 1849
- Lotgevallen van Willem Heenvliet. Amsterdam 1851;
- Biografisch Woordenboek. der Nederlanden. Haarlem 1851-57;
- Beknopt Aardrijkskundig Woordenboek der Nederlanden. Gorinchem 1851-54
- Bloemlezing uit [Van Effen's] Spectator. In: Klassiek en Letterkundig Pantheon 1855,
- Parelen uit de lettervruchten van Nederl. dichteressen., Amsterdam 1856
- Ons Vaderland en zijne bewoners., Amsterdam 1855-57